# Escaphiella gertschi
Escaphiella gertschi là một loài nhện trong họ Oonopidae.
Loài này thuộc chi Escaphiella. Escaphiella gertschi được Arthur M. Chickering miêu tả năm 1951.